# Diaea rubropunctata
Diaea rubropunctata là một loài nhện trong họ Thomisidae.
Loài này thuộc chi Diaea. Diaea rubropunctata được William Joseph Rainbow miêu tả năm 1920.